# کارووو
کارووو (به لهستانی:  Karłów) یک روستا در لهستان است که در گمینا رادکوو (استان سیلزی سفلی) واقع شده‌است.
 کارووو   ۷۵۰ متر بالاتر از سطح دریا واقع شده‌است.